# Daewoo K11
Daewoo K11 là một khẩu súng trường tấn công sử dụng loại đạn 5,56 ly và loại đạn nổ trong không trung 20 ly bắn từ ống phóng lựu gắn phía trên nòng súng chính.Nó được dựa vào thiết kể XM29 nhưng có chút thay đổi.Hai loại đạn 20 ly bắn ra từ nòng phóng lựu này sẽ phát nổ ngay khi va chạm hoặc sau khi va chạm một thời gian ngắn. Một loại đạn thứ ba sẽ phát nổ trên không trung cách mục tiêu vài mét và có khả năng tiêu diệt mục tiêu trong bán kính 6 mét hay làm bị thương nặng mục tiêu trong vòng bán kính 8 mét. Việc kích nổ loại đạn thứ ba này được điều khiển bởi các thiết bị điện tử gắn trên súng. Loại đạn này giúp cho người sử dụng có thể tiêu diệt các mục tiêu ẩn nấp trong các hầm hào, trong các căn nhà hoặc phía sau các bức tường mà không cần phải buộc viên đạn chạm vào mục tiêu.
Vào tháng 5 năm 2010, Các Tiểu vương quốc Ả Rập Thống nhất đã đặt mua 40 khẩu K11 với tổng trị giá 560.000 Mỹ kim - từ đây có thể suy ra là một khẩu súng sẽ có giá cả là 14.000 Mỹ kim.

## Lịch sử
Khẩu K11 được chính thức trình làng lần đầu tiên tại buổi Triển lãm Công nghệ Quốc phòng và An ninh Quốc tế (Defence Security and Equipment International - DSEi) mặc dù các thông tin về quá trình phát triển của nó đã được công bố ngay từ năm 2006.
K11 được Quân đội Hàn Quốc sử dụng từ năm 2008 và được trang bị rộng rãi trong Lục quân Hàn Quốc vào năm 2010; điều này khiến quân đội Hàn trở thành quân đội đầu tiên sử dụng súng trường bắn đạn nổ trong không trung như là một vũ khí tiêu chuẩn trong quân đội. Mỗi đội lính được trang bị 2 khẩu K11, tuy nhiên các đơn vị lính ném lựu đạn vẫn tiếp tục sử dụng khẩu Daewoo K2 truyền thống đính kèm theo một ống phóng lựu K201.
Vào tháng 3 năm 2011, các phương tiện truyền thông công bố rằng 15 trong số 39 khẩu K11 được trang bị từ tháng 6 năm 2010 (bao hàm 7 trong số 20 khẩu súng trường đang được quân đội Hàn Quốc sử dụng tại Afghanistan) đã mắc phải những lỗi kỹ thuật nghiêm trọng và vì vậy quá trình sản xuất đại trà khẩu K11 đã bị đình lại để các chuyên gia sửa lỗi và cải tiến loại súng này. Các lỗi kỹ thuật có thể được liệt kê như sau: sai hỏng trong chuyển động nòng súng khi bắn, sai hỏng trong cơ chế phát hỏa, sự tụ ánh sáng trong thấu kính nhận tia la-de, và sai hỏng trong cơ thế chuyển đổi từ chế độ bắn phát một sang chế độ bắn tự động.

## Thiết kế
Cơ chế hoạt động của phần súng trường là nạp đạn bằng khí nén với khóa nòng xoay khá giống với khẩu Daewoo K2. Khi sử dụng chức năng phóng lựu thì xạ thủ sẽ lên đạn bằng tay với khóa nòng trượt. Hệ thống phóng lựu sử dụng thiết kế bullpup giống như một khẩu súng với thân làm bằng hợp kim nhôm và nòng làm bằng hợp kim titan. Phần súng trường có hai chế độ bắn là phát một và ba viên, nút chọn chế độ bắn cũng là nút chọn chức năng phóng lựu và khóa an toàn. Cò súng duy nhất được dùng chung cho việc bắn đạn và phóng lựu.
K11 được tích hợp một thiết bị xác định khoảng cách bằng tia la-de cũng như một máy tính quỹ đạo đường đạn, vì thế người bắn có thể nhanh chóng xác định được khoảng cách từ mình tới mục tiêu để bắn loại đạn nổ trong không trung. Cụ thể, loại đạn này sẽ phát nổ khi cách mục tiêu chừng vài mét.
Một ống ngắm điện tử được tích hợp vào khẩu K11 và nó có thể được liên kết với một hệ thống dò tìm bằng mắt với một màn hình hiện số. Màn hình này có thể được dùng trong ban đêm với sự trợ giúp của kỹ thuật ảnh hóa nhiệt và hiển thị các thông số do hệ thống đo khoảng cách bắng tia la-de thu thập được.
K11 có thể được dùng với các băng đạn chuẩn 20-30 viên với cỡ đạn 5.56 mm NATO (dành cho nòng bắng đạn thường) và băng đạn 6 viên với cỡ đạn 20 ly (dành cho nòng bắn đạn nổ).
Tuy rất thông dụng, nhưng nó khá nặng(6,1kg).

## Quốc gia sử dụng
- Các Tiểu vương quốc Ả Rập Thống nhất: 40 khẩu.

- Hàn Quốc: Được Quân đội Hàn Quốc sử dụng từ năm 2010 đến nay.[1]